# 日東システムテクノロジーズ
株式会社 日東システムテクノロジーズ(にっとうシステムテクノロジーズ、NST（NITTO SYSTEM TECHNOLOGIES CO., LTD.）)は、群馬県太田市にあるIT企業。

## 概要
1982年9月20日、日東電機製作所と特電大泉製作所のソフト開発部門の一部が分離して群馬県太田市安良岡にて設立。パッケージソフトウェア、製造業向けシステム、およびポータルサイトの開発・販売・運営を行っている。
- 主な製品・業務
  - infoClipperの開発・販売・サポート
  - RINGUALの開発・販売・サポート
  - infoCloudの開発・販売・サポート
  - ベスト進学ネットの開発・販売・サポート
  - 看護師になろうの開発・販売・サポート
  - 製造業向けシステムの開発・販売・サポート